# مطار ندجيلي
مطار ندجيلي الدولي (إياتا: FIH، إيكاو: FZAA)(بالفرنسية: Aéroport de N'djili)(
نطق فرنسي: [a.e.ʁɔ.pɔʁ də n‿dʒi.li]) هو مطار يخدم كينشاسا عاصمة جمهورية الكونغو الديمقراطية.

## شركات الطيران والوجهات

### الركاب
| شركـات طيـران            | الوجهات |
| ------------------------ | --- |
| إير كوت ديفوار           | مطار فيليكس أوفوي بوانيي الدولي، مطار أوليفر ريجنالد تامبو، مطار ليون مبا الدولي                                                              |
| الخطوط الجوية الفرنسية   | مطار باريس شارل ديغول |
| Air Kasaï                | Gemena، Kananga، Mbandaka، Mbuji-Mayi |
| أسكاي                    | مطار مايا مايا، مطار ليون مبا الدولي، مطار لومي                                                                                               |
| خطوط بروكسل الجوية       | مطار بروكسل الدولي |
| الشركة الإفريقية للطيران | Boende، مطار غوما، Kananga، Kindu، Kisangani، Lodja، مطار لوبومباشي الدولي، Mbandaka، Mbuji-Mayi                                              |
| الكونغو للطيران          | مطار دوالا الدولي، مطار غوما، مطار أوليفر ريجنالد تامبو، Kananga، Kindu، Kisangani، مطار لوبومباشي الدولي، Mbandaka، Mbuji-Mayi، مطار مواندا ‏ |
| مصر للطيران              | مطار القاهرة الدولي |
| الخطوط الجوية الإثيوبية  | مطار أديس أبابا بولي الدولي |
| الخطوط الجوية الكينية    | مطار جومو كينياتا الدولي |
| الخطوط الملكية المغربية  | مطار محمد الخامس الدولي |
| الخطوط الجوية الرواندية  | مطار كيغالي الدولي، مطار ليون مبا الدولي |
| خطوط جنوب إفريقيا الجوية | مطار أوليفر ريجنالد تامبو |
| الخطوط الجوية الأنغولية  | مطار كواترو دي فيفيريرو |
| الخطوط الجوية التركية    | مطار إسطنبول الدولي |
| الخطوط الجوية الأوغندية  | مطار إنتيبي الدولي |

الخطوط الجوي القطرية مطار حمد الدولي

### الشحن
| شركـات طيـران           | الوجهات                                       |
| ----------------------- | --------------------------------------------- |
| كارغولوكس               | مطار لوكسمبورغ                                |
| الخطوط الجوية الإثيوبية | مطار أديس أبابا بولي الدولي                   |
| الخطوط الجوية التركية   | مطار إسطنبول الدولي، مطار جومو كينياتا الدولي |